# 最後のHoly Night
「最後のHoly Night」（さいごのホーリー・ナイト）は、日本のシンガーソングライターである杉山清貴の楽曲。この楽曲は、日本航空「JAL '86ハワイ・キャンペーン」のCMソングとしてオンエアされ、1986年11月6日にVAPのEmbarkレーベルから2枚目のシングルとしてリリースされた。
1996年11月10日にダブリューイーエー・ジャパンからリリースされた、表題曲のセルフカバーバージョンである「最後のHoly Night〜version'96〜」（さいごのホーリー・ナイト ヴァージョン'96）も同時に記述する。

## リリース
1986年11月6日にVAPのEmbarkレーベルから7インチレコード、1988年2月21日に8cmCDとしてリリースされた。
1994年4月25日にVAPから、1枚目のシングルである「さよならのオーシャン」（1986年）のカップリング曲として、8cmCDで再リリースされ、2007年11月21日にマキシシングルとして2度再リリースされた。

## チャート成績
オリコンチャート上においては25.3万枚の売上を記録し、TBSテレビ系の音楽番組『ザ・ベストテン』では、4週連続1位を獲得するなど、2023年時点で、杉山の楽曲の中で最大のヒットとなっている。

## 収録曲
| 全作曲: 杉山清貴、全編曲: 笹路正徳、コーラスアレンジ: 木戸やすひろ。 |                      |            |            |      |
| #                                                                    | タイトル             | 作詞       | 作曲・編曲 | 時間 |
| 1.                                                                   | 「最後のHoly Night」 | 売野雅勇   | 杉山清貴   | 5:23 |
| 2.                                                                   | 「奪われた倦怠」     | 青木久美子 | 杉山清貴   | 3:45 |
| 合計時間:                                                            | 合計時間:            | 合計時間:  | 9:08       |      |

## リリース履歴
| No. | 日付           | レーベル     | 規格            | 規格品番   | 備考                                                                                                 |
| --- | -------------- | ------------ | --------------- | ---------- | --- |
| 1   | 1986年11月6日  | VAP / Embark | 7インチレコード | 10255-07   | |
| 2   | 1988年2月21日  | VAP / Embark | 8cmCD           | 20014-10   | 再リリース盤                                                                                         |
| -   | 1994年4月25日  | VAP          | 8cmCD           | VPDC-21004 | - 再リリース盤 - 1枚目のシングル「さよならのオーシャン」（1986年）のカップリング曲を表題曲に差し替え |
| -   | 2007年11月21日 | VAP          | CD              | VPCC-82236 | - 再リリース盤 - 1枚目のシングル「さよならのオーシャン」（1986年）のカップリング曲を表題曲に差し替え |

## タイアップ
| # | 曲名                 | タイアップ                                   | 出典  |
| - | -------------------- | -------------------------------------------- | ----- |
| 1 | 「最後のHoly Night」 | 日本航空ハワイキャンペーン'86 イメージソング | [ 1 ] |
| 1 | 「最後のHoly Night」 | ミノルタ「α7000」CMソング                    |       |

## カバー
| 曲名                 | アーティスト         | 収録作品（初出のみ）                               | 発売日        | 備考               | 出典  |
| -------------------- | -------------------- | -------------------------------------------------- | ------------- | ------------------ | ----- |
| 「最後のHoly Night」 | Joey McCoy & Friends | アルバム『Summer Time Memories〜ふたりの夏物語〜』 | 1992年4月22日 | 英語詞によるカバー | [ 7 ] |

## 最後のHoly Night〜version'96〜
「最後のHoly Night〜version'96〜」（さいごのホーリー・ナイト ヴァージョン'96）は、日本のシンガーソングライターである杉山清貴の楽曲。この楽曲は、円谷プロダクション「'96クリスマス・キャンペーン」のイメージソングとして、1996年11月10日にダブリューイーエー・ジャパンから19枚目のシングルとしてリリースされた。

### リリース、ディスクジャケット
1996年11月10日にダブリューイーエー・ジャパンから、8cmCDとしてリリースされた。初回特典として「オリジナルクリスマスカード」が封入されている。
ディスクジャケットの裏面は、杉山とウルトラマンキヨタカのツーショットとなっている。

### 収録曲
| 全作曲: 杉山清貴、全編曲: KT Sunshine Band。 |                                                            |                                    |            |       |
| #                                            | タイトル                                                   | 作詞                               | 作曲・編曲 | 時間  |
| 1.                                           | 「最後のHoly Night〜version'96〜」                         | 売野雅勇                           | 杉山清貴   | 7:02  |
| 2.                                           | 「LAST HOLY NIGHT〜最後のHoly Night version'96 Type II〜」 | - 売野雅勇 - 英訳詞: PENNY TOHYAMA | 杉山清貴   | 10:11 |
| 合計時間:                                    | 合計時間:                                                  | 合計時間:                          | 17:13      |       |

### リリース履歴
| No. | 日付           | レーベル                     | 規格  | 規格品番  | 備考 |
| --- | -------------- | ---------------------------- | ----- | --------- | ---- |
| 1   | 1996年11月10日 | ダブリューイーエー・ジャパン | 8cmCD | WPD6-9106 |      |

### タイアップ
| # | 曲名                               | タイアップ                                               | 出典  |
| - | ---------------------------------- | -------------------------------------------------------- | ----- |
| 1 | 「最後のHoly Night〜version'96〜」 | 円谷プロ企業CM「ハッピークリスマス'96」編 イメージソング | [ 8 ] |